# Villa Park
Villa Park je fotbalový stadion ležící v anglickém Birminghamu. Je domácím stadiónem anglického klubu Aston Villa. Stadión se nachází vedle parku Aston. Byl otevřen v roce 1897 jako Aston Lower Grounds. Odehrála se zde 3 utkání Mistrovství světa 1966 a 4 utkání Mistrovství Evropy v roce 1996. Celkem hostil Villa Park 17 mezinárodních utkání.
5. července 2025 se na stadionu konal poslední koncert Ozzyho Osbournea a Black Sabbath s názvem Back to the Beginning . 17 dní po koncertě Osbourne zemřel ve věku 76 let. Jeho pohřební průvod 30. července začal právě z Villa Parku . 